# Mont Independence
Le mont Independence (Mount Independence en anglais) est une colline s'élevant à 93 m d'altitude en bordure du lac Champlain, dans l'État du Vermont, au Nord-Est des États-Unis. 
En 1775, les insurgés américains y ont bâti Fort Independence pour défendre Fort Ticonderoga. Le mont Independence est classé comme National Historic Landmark depuis le 28 novembre 1972.